# Out for Justice
Out for justice is een Amerikaanse actiefilm/thriller uit 1991 van regisseur John Flynn.
Acteur Steven Seagal speelt in de film de rol van agent Gino Felino.

## Synopsis
Als Bobby Lupo, Gino’s beste vriend, wordt doodgeschoten door jeugdvijand Richie Madano (William Forsythe) gaat Gino op zoek naar de achtergrond van de moordpartij. Richie gebruikt erg veel crack en is daardoor zo doorgedraaid dat hij mensen voor het minste of geringste doodschiet en het is in de film ook de bedoeling dat hij zo snel mogelijk gevonden wordt, wat echter geen makkelijke opgave is.

## Rolverdeling
| Acteur             | Personage         |
| ------------------ | ----------------- |
| Steven Seagal      | Gino Felino       |
| William Forsythe   | Richie Madano     |
| Jerry Orbach       | Ronnie Donziger   |
| Jo Champa          | Vicky Felino      |
| Shareen Mitchell   | Laurie Lupo       |
| Sal Richards       | Frankie           |
| Gina Gershon       | Pattie Madano     |
| Jay Acovone        | Bobby "Arms"      |
| Nick Corello       | Joey "Dogs"       |
| Kent McCord        | Jack              |
| Robert LaSardo     | Bochi             |
| John Toles-Bey     | King              |
| Joe Spataro        | Bobby Lupo        |
| Ed Deacy           | Deacy             |
| Thomas F. Duffy    | O'Kelly           |
| Ronald Maccone     | Vittorio          |
| Gianni Russo       | Sammy             |
| Anthony DeSando    | Vinnie Madano     |
| Dominic Chianese   | Mr. Madano        |
| Vera Lockwood      | Mrs. Madano       |
| Julianna Margulies | Rica              |
| George Vallejo     | Picolino          |
| Jerry Clauri       | Bennie "The Book" |
| Dan Inosanto       | "Sticks"          |
| Joe Lala           | Vermeer           |
| Raymond Cruz       | Hector            |
| John Leguizamo     |                   |
| Carl Ciarfalio     | Paulie            |
| Kane Hodder        |                   |
| Jorge Gil          | Chas              |
| Shannon Whirry     | Terry Malloy      |
| Julie Strain       | Roxanne Ford      |
| Kelly Jo Minter    |                   |
| Athena Massey      |                   |
| Manny Perry        |                   |
| Eek-A-Mouse        |                   |
| Harold Perrineau   |                   |